# 云南省昭通市中级人民法院
云南省昭通市中级人民法院是中华人民共和国云南省昭通市的中级人民法院。

## 沿革
该院前身为云南省昭通地区中级人民法院，2001年8月11日撤销云南省昭通地区中级人民法院，成立云南省昭通市中级人民法院。

## 机构设置

### 审判机构
- 立案庭
- 刑事审判第一庭
- 刑事审判第二庭
- 刑事审判第三庭
- 民事审判第一庭
- 民事审判第二庭
- 民事审判第三庭
- 行政审判庭（国家赔偿委员会办公室）
- 执行局
- 审判监督庭

### 其他机构
- 办公室
- 政治部
- 研究室
- 纪检监察室
- 司法警察支队
- 法医技术处

## 历任领导
| 院长 副院长 | 党组书记 |

## 知名案例
- 钱仁凤投毒案一审、二审
- 2010年10月15日，云南省昭通市中级人民法院对李昌奎故意杀人、强奸案作出一审判决，决定对李昌奎执行死刑，剥夺政治权利终身。[2]赔偿家属损失3万元。2011年3月4日，云南省高级人民法院二审以故意杀人罪、强奸罪判处李昌奎死刑，缓期二年执行。7月5日，云南省高级人民法院重审李昌奎案，引起广泛讨论。

## 对应基层人民法院
- 云南省昭通市昭阳区人民法院
- 云南省鲁甸县人民法院
- 云南省盐津县人民法院
- 云南省大关县人民法院
- 云南省永善县人民法院 （页面存档备份，存于）
- 云南省绥江县人民法院
- 云南省镇雄县人民法院
- 云南省彝良县人民法院
- 云南省威信县人民法院
- 云南省水富县人民法院